# Liste der Landschaften in Bayern

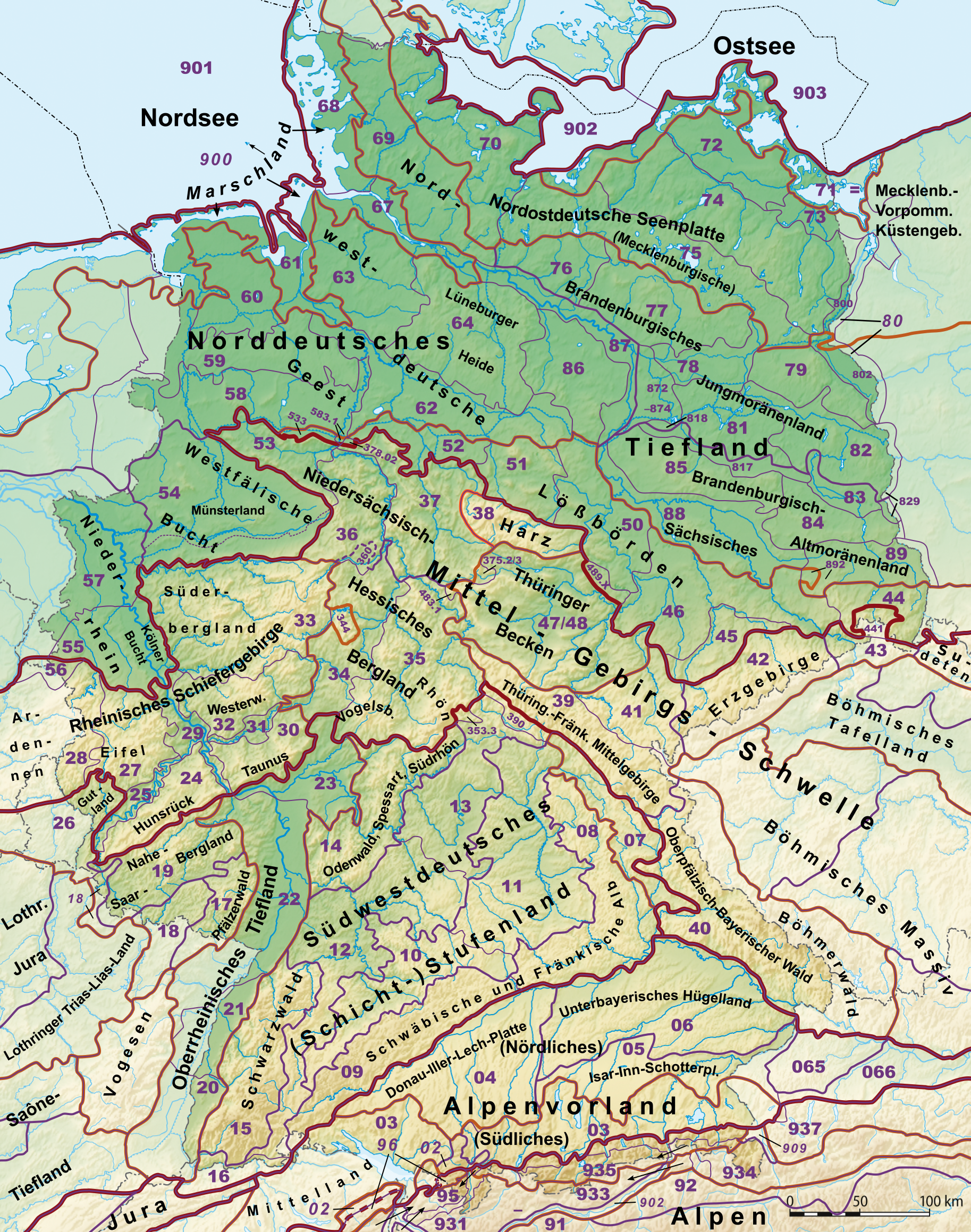
Naturräumliche Großregionen nach der Bundesanstalt für Landeskunde

Die Liste der Landschaften in Bayern orientiert sich an der Nummerierung der Bundesanstalt für Landeskunde. Den Landschaften wurden fünfstellige Zahlen zugeteilt. Vorangestellte Nullen entfallen. Die Einteilung der Landschaften erfolgt vor allem anhand der Einteilung in Großregionen, denen zweistellige Nummern zugeteilt sind. Diese sind auch im Artikel Naturräumliche Großregionen Deutschlands aufgeführt.
- Bayerische Alpen (01: Nördliche Kalkalpen)
  - Allgäuer Alpen (1100: Allgäuer Kalkalpen)
    - Tannheimer Berge

  - Wettersteingebirge (1300)
  - Vorkarwendel (1400)
  - Loferer und Leoganger Steinberge (1500: Loferer und Leoganger Alpen)
  - Berchtesgadener Alpen (1600)

- Bayerische Voralpen (02: Schwäbisch-Bayerische Voralpen)
  - Ammergauer Alpen (2200: Klammspitzkamm und Ettaler Mandl)
  - Werdenfelser Land (2300: Niederwerdenfelser Land)
  - Estergebirge (2400: Estergebirge und Benediktenwand)
  - Mangfallgebirge (2500)
  - Chiemgauer Alpen (2700)
  - Ammergau
  - Isarwinkel
  - Inntal
    - Kufsteiner Becken

- Bayerisches Alpenvorland (03: Südliches Alpenvorland)
  - Allgäu
    - Königswinkel
    - Westallgäu (3301)

  - Chiemgau
  - Fünfseenland
  - Lechfeld
  - Lechrain
  - Oberland
  - Pfaffenwinkel
  - Rupertiwinkel
  - Stauden

- Donau-Iller-Lech-Platte (04)

- Isar-Inn-Schotterplatten (05)
  - Donauried
    - Schwäbisches Donaumoos

  - Dachauer-Erdinger-Freisinger Moos (5101)
    - Dachauer Moos
    - Erdinger Moos
    - Freisinger Moos

  - Münchner Schotterebene (5102: Münchner Ebene mit Isar)

- Unterbayerisches Hügelland (06)
  - Donau-Isar-Hügelland
    - Hallertau

  - Gäuboden
  - Rottal
    - Niederbayerisches Bäderdreieck

  - Altbayerisches Donaumoos

- Oberpfälzisch-Obermainisches Hügelland (07)
  - Obermainisches Hügelland
  - Oberpfälzisches Hügelland
  - Obermainland
    - Obermainisches Hügelland
    - Gottesgarten

  - Oberpfälzer Seenplatte

- Fränkische Alb (08)
  - Altmühlalb
  - Altmühltal
  - Fränkische Schweiz
  - Hahnenkamm
  - Hersbrucker Alb
  - Nördlinger Ries
  - Oberpfälzer Jura

- Fränkisches Keuper-Lias-Land (11)
  - Itz-Baunach-Hügelland
  - Steigerwald
  - Frankenhöhe (114)
    - nördliche
    - mittlere
    - südliche

  - Hassberge
  - Aischgrund
  - Fränkisches Seenland
  - Mittelfränkisches Becken (113)
  - Rangau

- Mainfränkische Platten (13)
  - Fränkische Platte
  - Mainfranken
  - Grabfeld

- Odenwald, Spessart und Südrhön (14)
  - Rhön
  - Spessart

- Rhein-Main-Tiefland (23)
  - Bayerischer Untermain

- Osthessisches Bergland (35)
  - Rhön

- Thüringisch-Fränkisches Mittelgebirge (39)
  - Fichtelgebirge
    - Sechsämterland

  - Frankenwald
  - Steinwald
  - Vogtland

- Oberpfälzisch-Bayerischer Wald (40)
  - Böhmerwald
    - Künisches Gebirge

  - Bayerischer Wald
    - Abteiland
    - Dreiburgenland
    - Lamer Winkel
    - Lallinger Winkel
    - Neuburger Wald
    - Vorderer Bayerischer Wald
    - Zellertal

  - Cham-Further Senke
  - Oberpfälzer Wald
  - Stiftland